# Schwalmtal (Noordrijn-Westfalen)
Schwalmtal is een landelijke gemeente in de Kreis Viersen in Noordrijn-Westfalen, in de grensstreek met Nederlands Midden-Limburg. Zij is in 1970 ontstaan uit een fusie tussen de voormalige gemeenten Amern en Waldniel. De gemeente telt 19.012 inwoners (31 december 2020) op een oppervlakte van 48,11 km².
De gemeente ligt tussen Niederkrüchten en Viersen in, op circa 12 km ten noordwesten van Mönchengladbach. Ze maakt integraal deel uit van het grensoverschrijdende Natuurpark Maas-Swalm-Nette. Het riviertje de Swalm stroomt door haar grondgebied en mondt bij het Nederlandse Swalmen uit in de Maas.

## Plaatsen in de gemeente
Schwalmtal bestaat uit de dorpen:
- Amern (ongeveer 8.000 inwoners)
- Berg (ongeveer 140 inwoners)
- Birgen (ongeveer 60 inwoners)
- Brüggener Hütte
- Dilkrath (ongeveer 1.200 inwoners)
- Eicken (ongeveer 80 inwoners)
- End (ongeveer 130 inwoners)
- Eschenrath (ongeveer 90 inwoners)
- Felderseite
- Fischeln (ongeveer 130 inwoners)
- Geneschen
- Hagen
- Hahn
- Hehler (ongeveer 500 inwoners)
- Heidend
- Hochfeld (ongeveer 12 inwoners)
- Hostert (ongeveer 30 inwoners)
- Kasend
- Kranenbruch
- Krinsend
- Leloh (ongeveer 100 inwoners)
- Linde (ongeveer 200 inwoners)
- Lüttelforst (ongeveer 620 inwoners)
- Naphausen (ongeveer 100 inwoners)
- Papelter Hof
- Renneperstraße
- Rösler-Siedlung[2] (ongeveer 210 inwoners)
- Schagen
- Schier
- Stöcken (ongeveer 40 inwoners)
- Ungerath
- Vogelsrath
- Waldniel (ongeveer 11.000 inwoners)

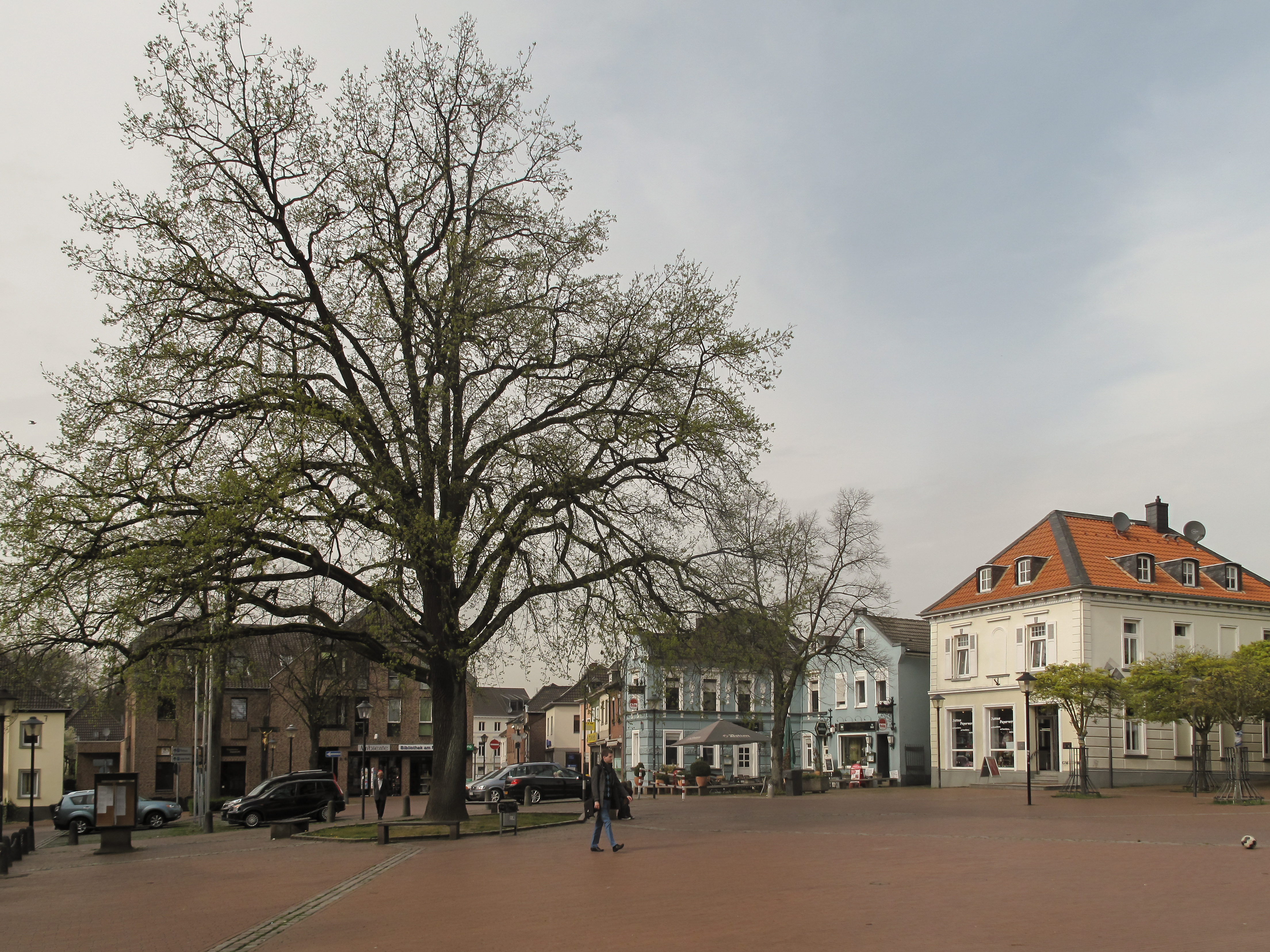
Waldniel, straatzicht Markt
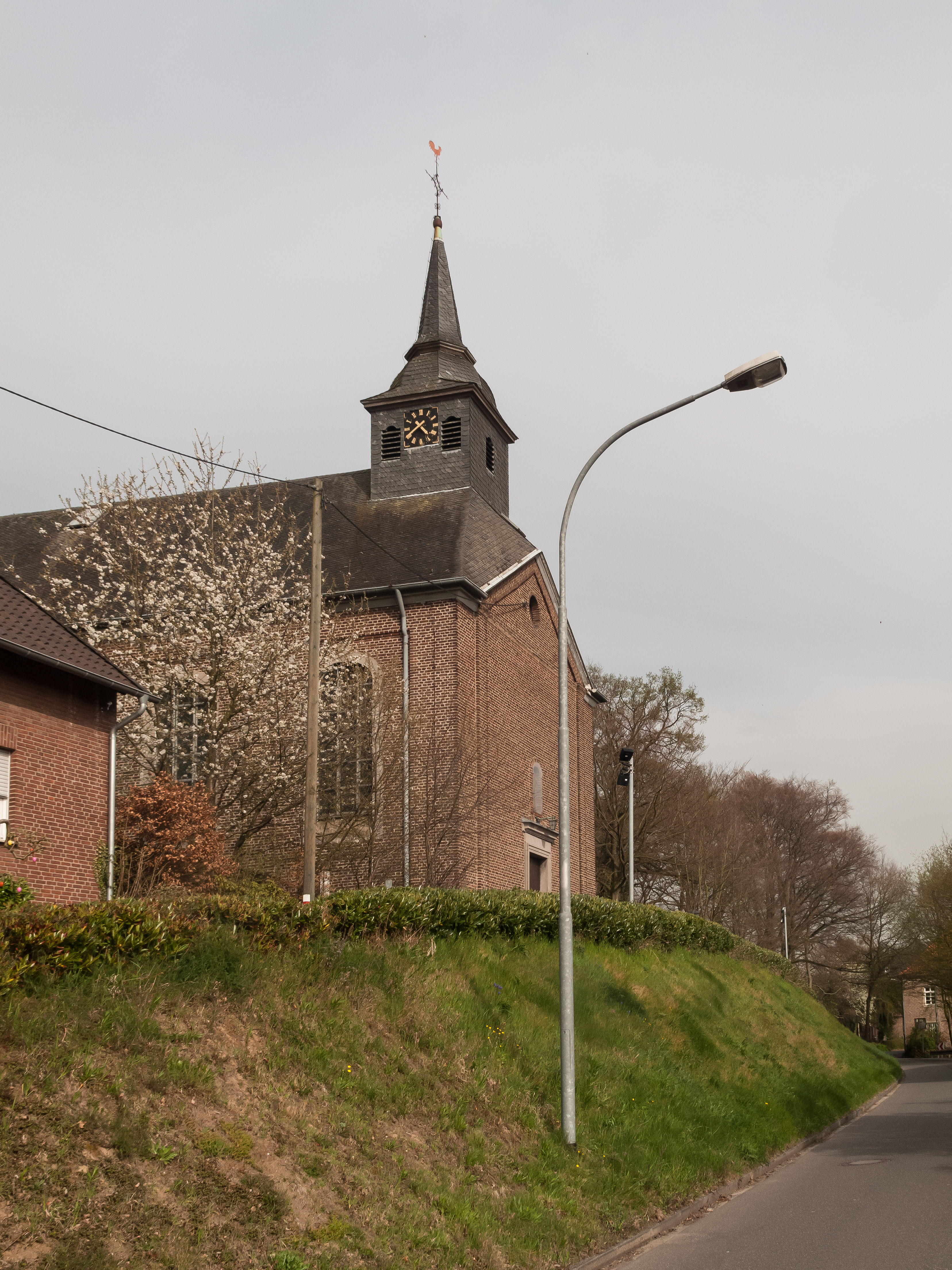
Lüttelforst, kerk: die katholische Pfarrkirche Sankt Jakobus

## Aangrenzende gemeenten
| Aangrenzende gemeenten              | Aangrenzende gemeenten | Aangrenzende gemeenten | Aangrenzende gemeenten | Aangrenzende gemeenten |
| ----------------------------------- | ---------------------- | ---------------------- | ---------------------- | ---------------------- |
| Brüggen, Beesel (NL), Roermond (NL) |                        | Nettetal, Venlo (NL)   |                        | Viersen                |
|                                     |                        |                        |                        |                        |
| Niederkrüchten, Roermond (NL)       |                        |                        |                        |                        |
|                                     |                        |                        |                        |                        |
| Wegberg, Roerdalen (NL)             |                        |                        |                        | Mönchengladbach        |

## Bezienswaardigheden
Het recreatiegebied Hariksee bij Waldniel bezit in de Mühlrather molen uit 1447 de oudste watermolen in de Niederrheinregio. De Hariksee is 8.000 tot 12.000 jaar oud. Ze heeft een oppervlakte van ca. 20 ha en wordt door de Swalm doorstroomd. Het meer kreeg zijn huidige vorm door turfwinning in de 17de eeuw. Het wordt omringd door een moerassig bosgebied met beuken en zwarte elzen.

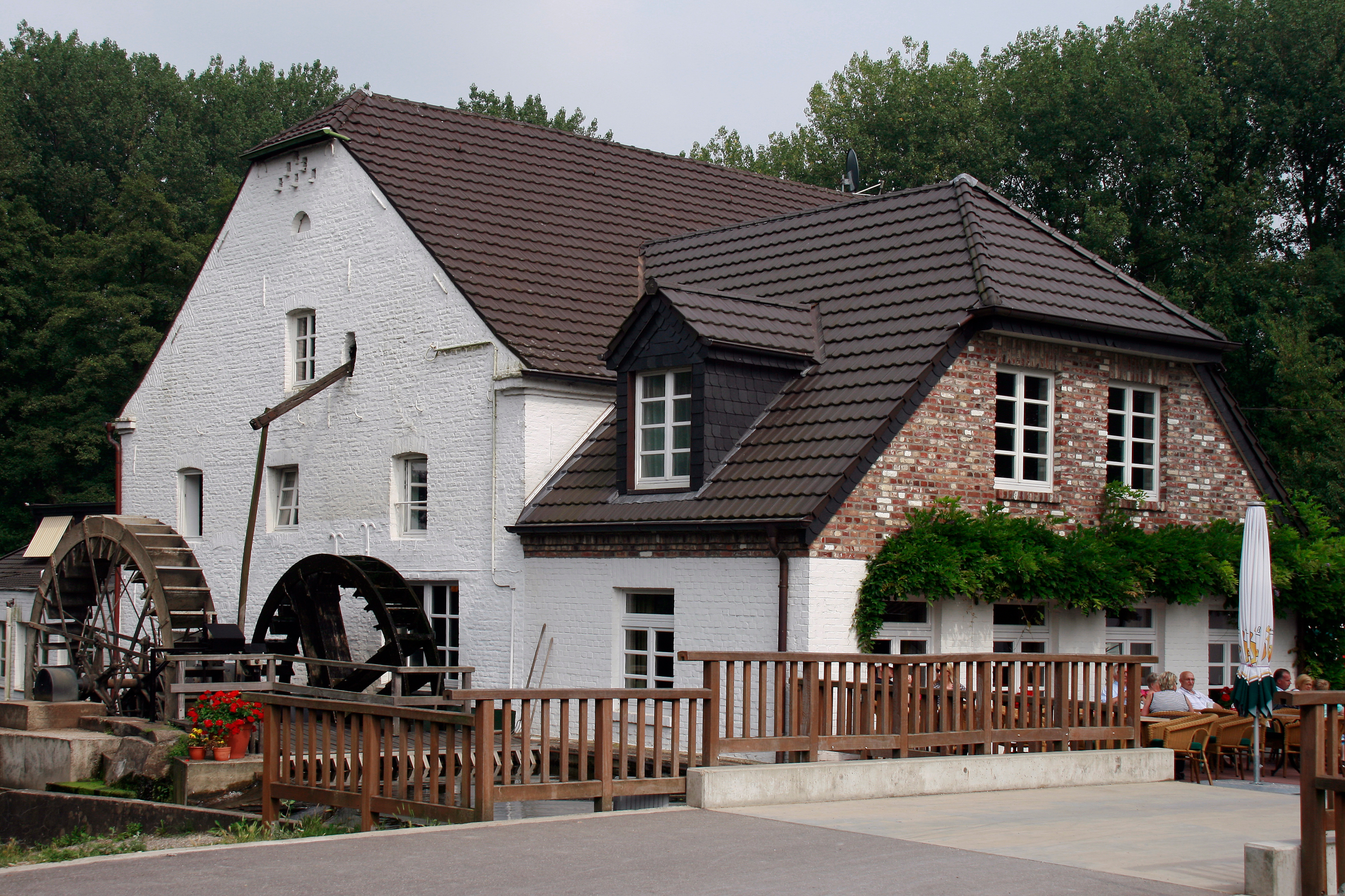
De Mühlrather molen aan de Hariksee
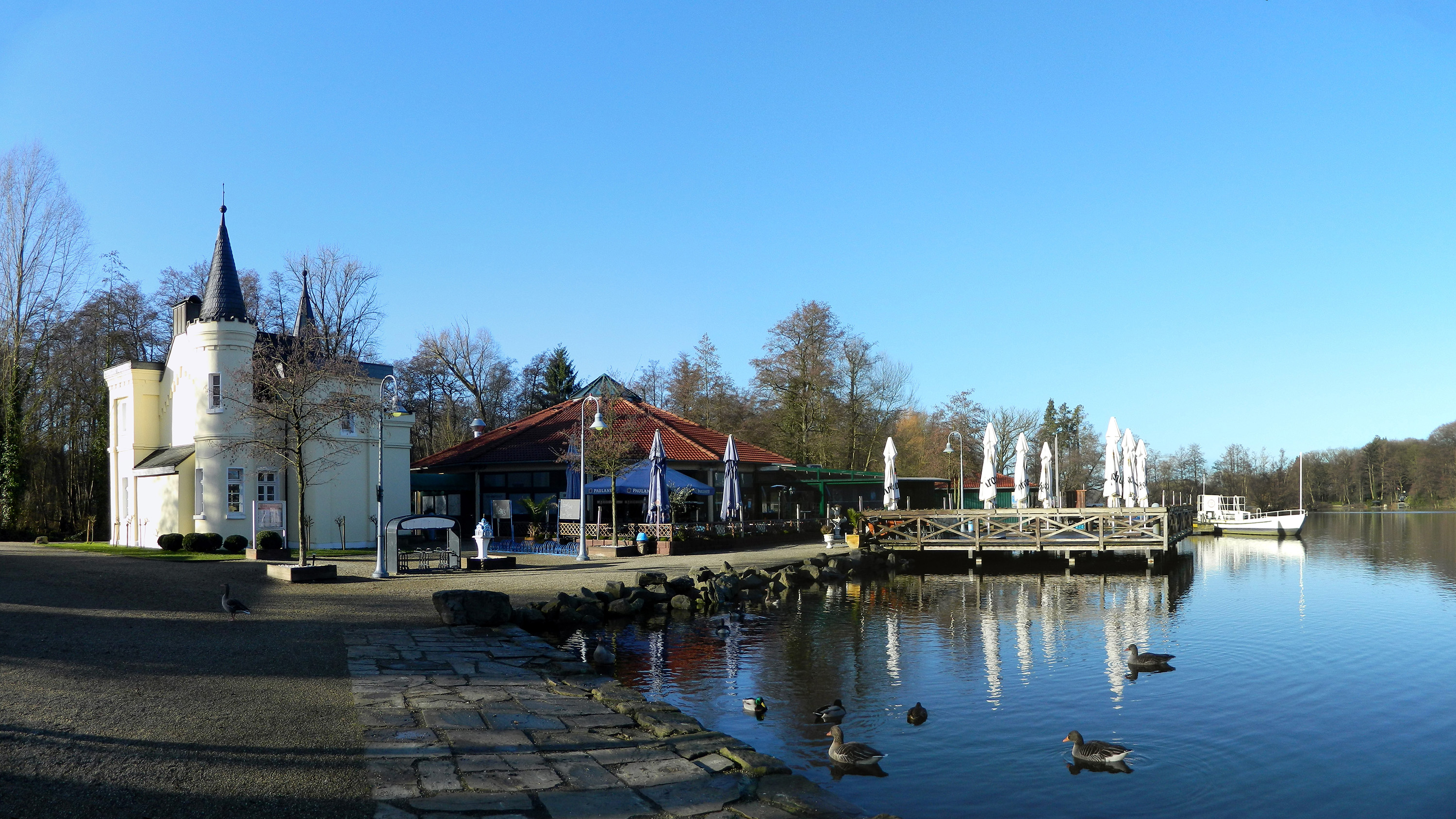
Hariksee